# Distrito Histórico de Wesleyan Avenue
El Distrito Histórico de Wesleyan Avenue es un distrito histórico residencial en la sección Elmwood de la ciudad Providence, la capital del estado de Rhode Island (Estados Unidos). Incluye 25 casas, en una sección de una cuadra de Wesleyan Avenue entre las calles Taylor y Broad, con algunas de ellas en las dos calles finales. Son casas grandes con estructura de madera de más de dos pisos, ubicadas en un lote modesto, todas construidas entre 1875 y 1900. Las casas tienen una diversidad de estilos populares en ese momento, incluidos Segundo Imperio, Stick y Reina Ana. El distrito incluye lo que es una de las mejores casas estilo Stick de Providence, la casa de Samuel Darling en 53 Wesleyan Avenue. Esta fue construida en 1885 y muestra una gran cantidad de trabajo de madera aplicada, tejas decorativas y detalles de porche intrincadamente tallados.
El distrito fue incluido en el Registro Nacional de Lugares Históricos en 1982.